# Перепоховання Тараса Шевченка

Посмертний портрет Шевченка (В. Верещагін, 1861)

Перепоховання Тараса Шевченка відбулося 10 (22) травня 1861 року на Чернечій горі у Каневі.

## Хвороба і смерть
Останні роки свого життя Тарас Шевченко страждав від ревматизму, яким захворів вперше 1847 року, перебуваючи у засланні в Орській фортеці. З 1860 року за свідченнями Олександра Лазаревського поет страждав на болі у, спричинені ускладненнями після застуди.
Зі спогадів Лазаревського 25 лютого (9 березня) 1861 Шевченко перебував вже у тяжкому стані, про що засвідчував лікар:
|  | Вислухавши груди, лікар сказав, що водянка перекинулась у легені. Муки страдника були невимовні; кожне слово коштувало йому страшних зусиль. Мушка, покладена на груди, трохи полегшила страждання. |

Останню ніч Шевченко майже не спав через біль у грудях. Близько 5 ранку 26 лютого (10 березня) 1861, випивши чашку чаю, він побажав спуститися з другого поверху своєї квартири на перший, у якому розміщувалась його майстерня. Спустившись униз, поет впав і помер. У лікарському свідоцтві про смерть за підписом доктора Едуарда Барі зазначено:
|  | Свидетельство Копия дано сие в том, что Академик Тарас Шевченко, 47 лет от роду, давно уже одержим органическим расстройством печени й сердца (vitium organicum hepatis et cordis); в последнее время развилась водяная болезнь (Hydrops), от которой он умер сего 26 февраля. |

## Похорони

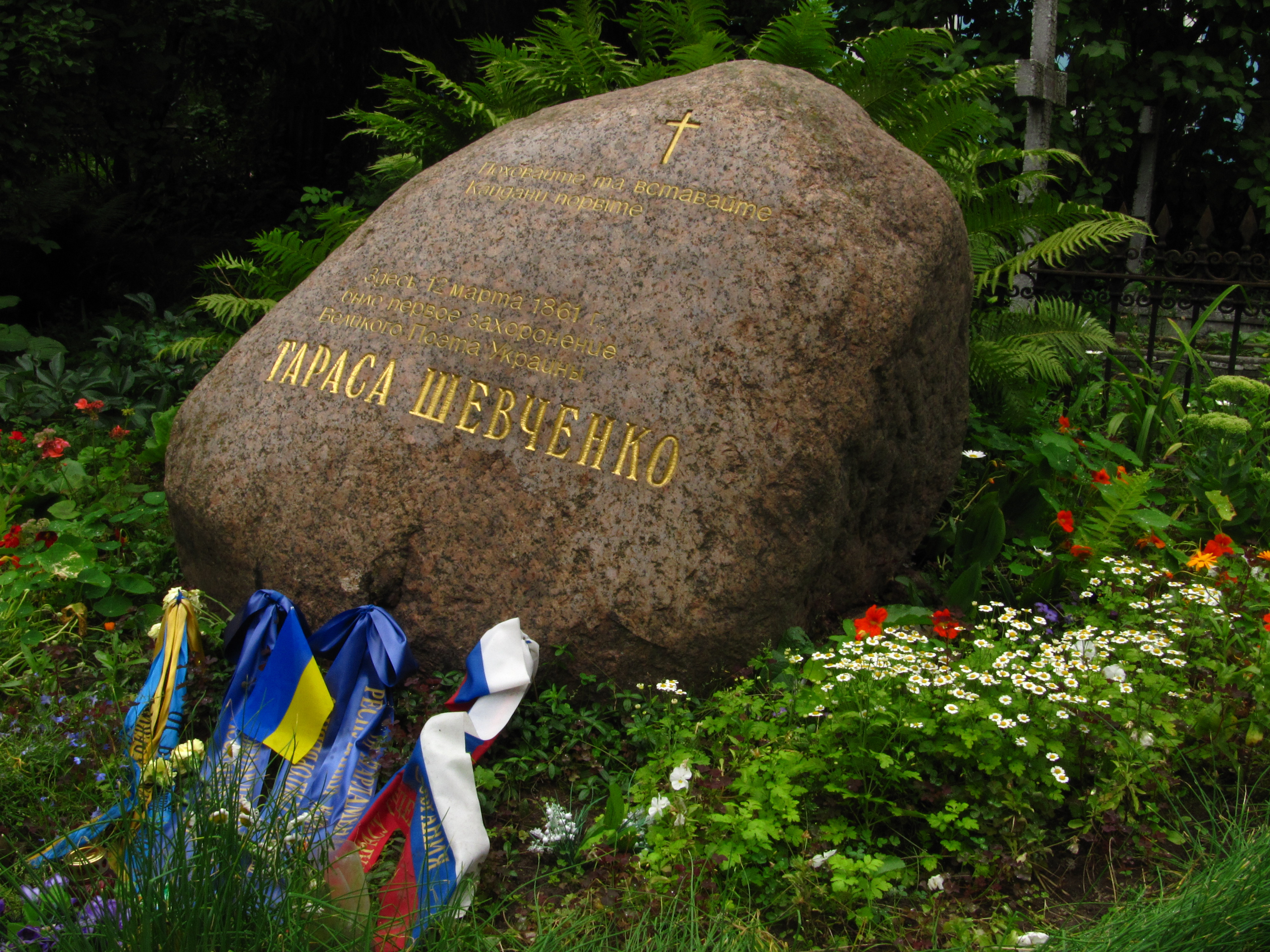
Камінь на місці першої могили Шевченка у Петербурзі

Протягом трьох днів після смерті тіло Тараса Шевченка перебувало у церкві Академії мистецтв. Труну з тілом поета на Смоленське кладовище Санкт-Петербурга несли студенти.

## Шлях в Україну
26 квітня (8 травня) 1861 року домовину викопали, перенесли через увесь Петербург до Московського (Миколаївського) вокзалу і залізницею перевезли до Москви.
Далі шлях проходив через Серпухов, Тулу, Орел, Кроми, Дмитрівськ, Сєвськ, Глухів, Кролевець, Батурин, Ніжин, Носівку, Бобровицю, Бровари до Києва. Випрягши коней з воза, студенти Університету Святого Володимира провезли труну Ланцюговим мостом і далі набережною до церкви Різдва Христового на Подолі.

Київ, Набережне шосе. Пам'ятні знаки на місці, де труну з тілом Тараса Шевченка занесли на пароплав

У Києві з Тарасом прощалися студенти, поети, багато киян. Була навіть думка, яку підтримували й родичі поета, поховати його в Києві. Та Григорій Честахівський обстоював думку про поховання в Каневі, бо Шевченко ще за життя мріяв про «тихе пристанище і спокій коло Канева».

## Перепоховання
8 (20 травня) 1861 року на пароплаві «Кременчук» останки Кобзаря перевезено з Києва до Канева. Дві доби домовина перебувала в Успенському соборі. Брати Т. Шевченка хотіли поховати Тараса біля стін Успенського собору[джерело?], але Григорій Честахівський, який супроводжував прах великого поета зумів відстояти виконання останньої волі Тараса. 10 (22 травня), після відслуженої в церкві панахиди, прах віднесли на Чернечу гору.
| «Винесли гроб, поклали на козацький віз, накрили червоною китайкою. Замість волів впрягся люд хрещений, і повезли діти свого батька, що повернувся з далекого краю до свого дому», — |
згадував Григорій Честахівський.

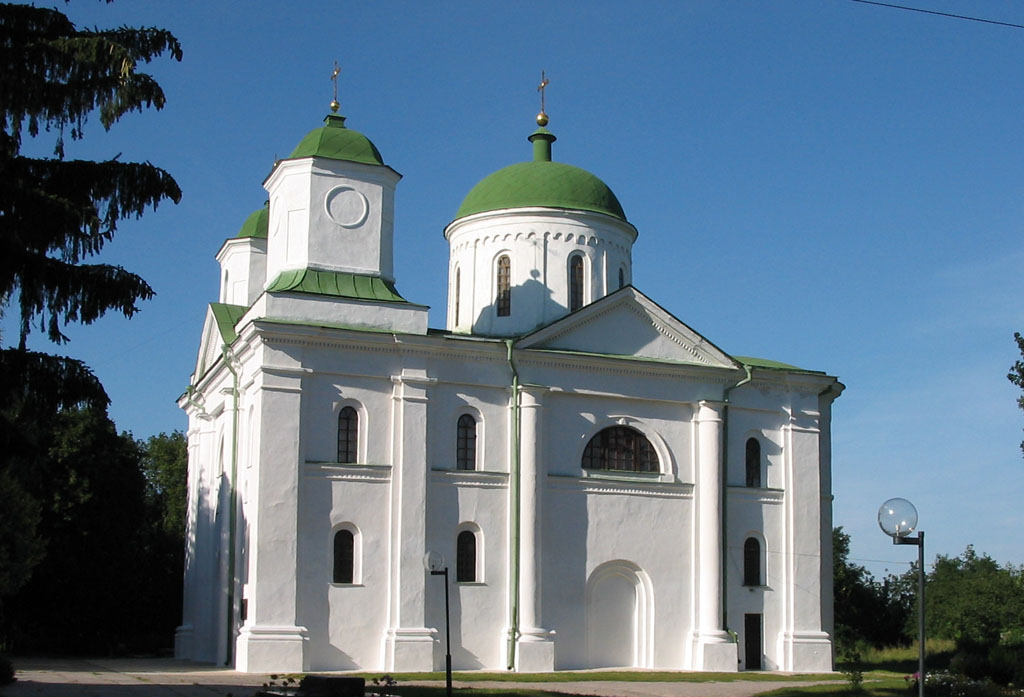
Успенський собор у Каневі
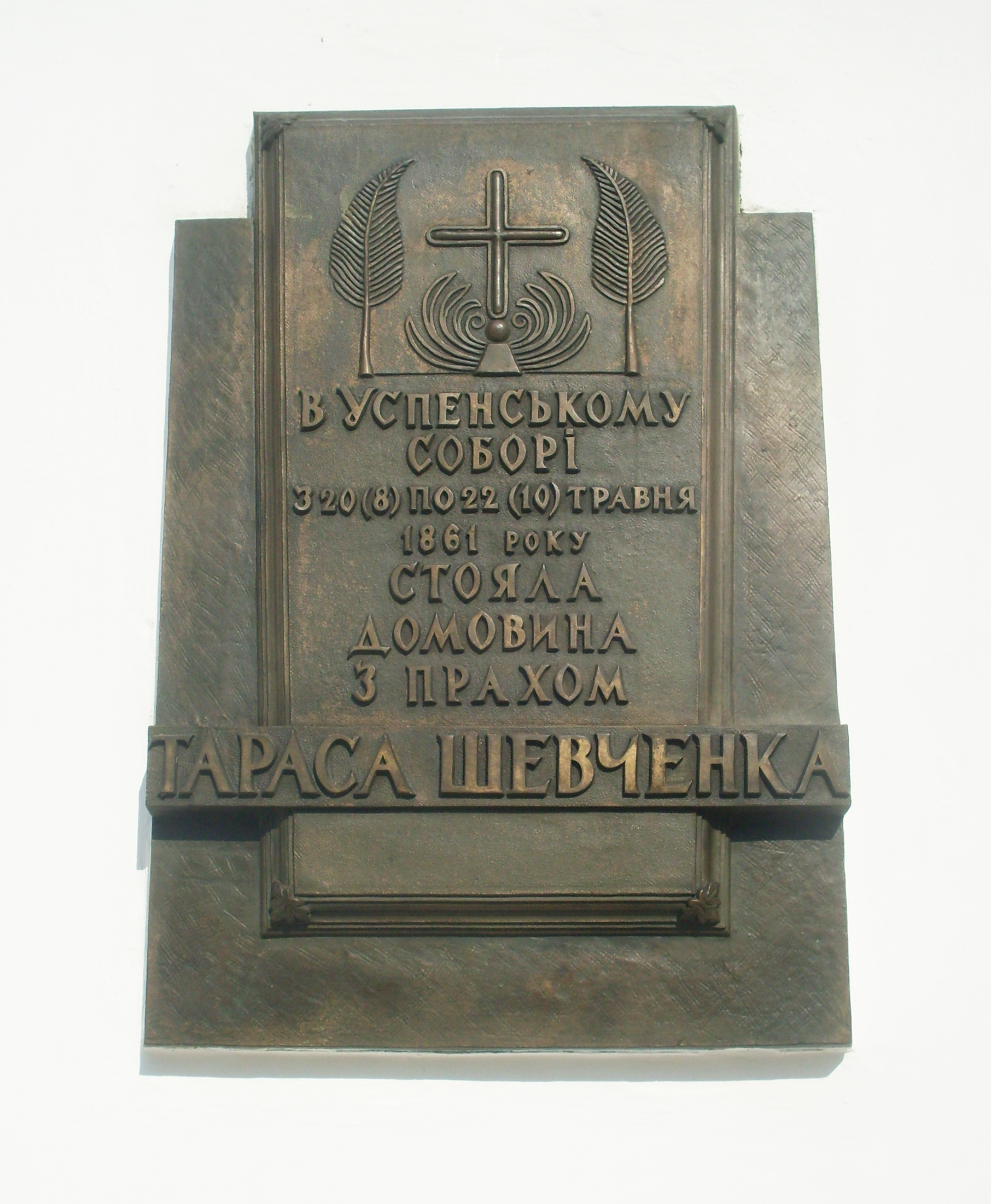
Меморіальна дошка на Успенському соборі про те, що у ньому в 1861 році стояла домовина з прахом Кобзаря
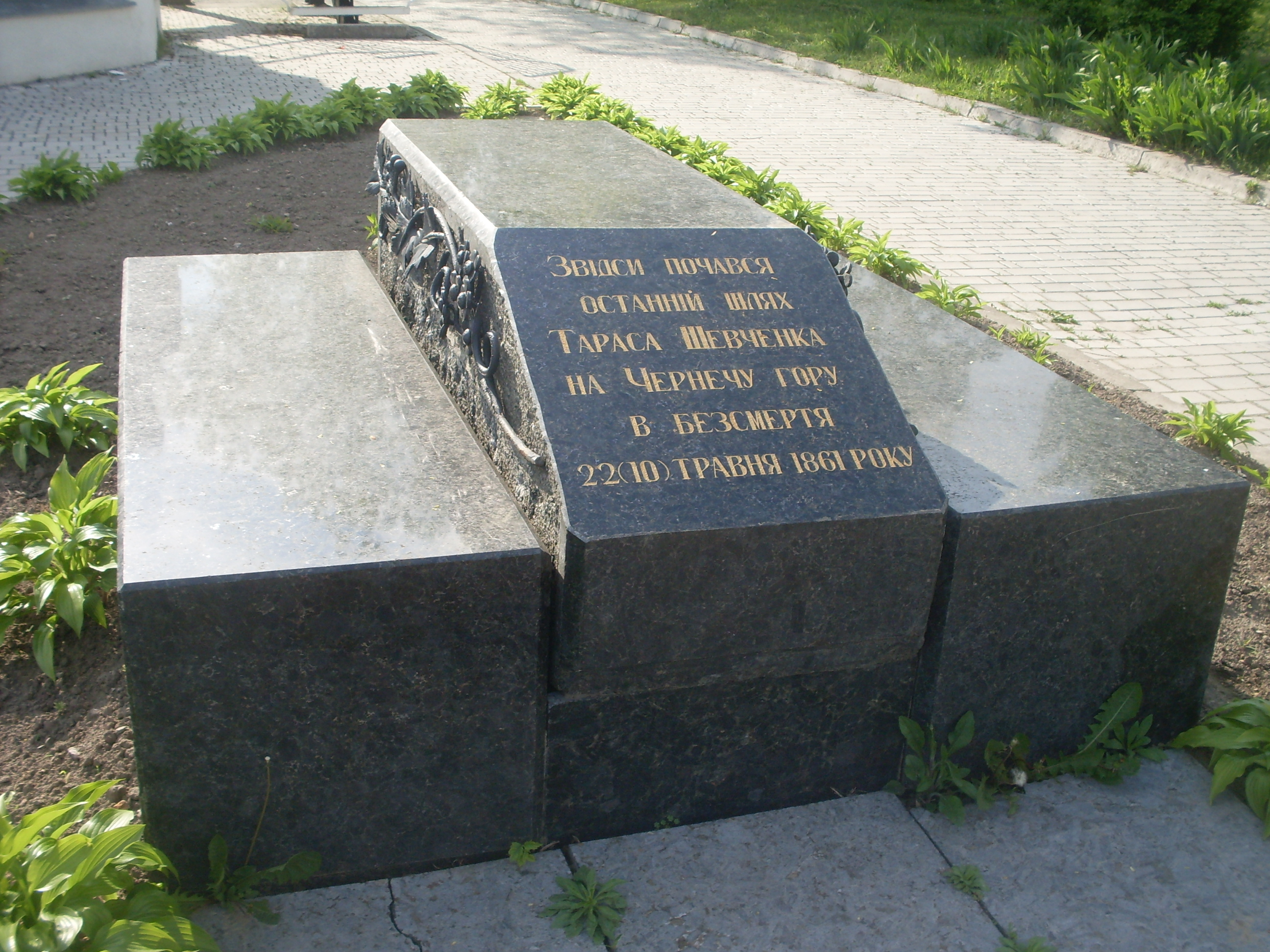
Місце, де стояла домовина з прахом Тараса Шевченка біля Успенського собору 22 (10) травня 1861 року

## Річниці

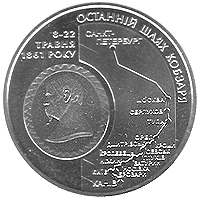
Реверс пам'ятної монети «Останній шлях Кобзаря», присвяченій 150-річчю перепоховання поета, з символічним зображенням маршруту

У 2011 році виповнилося 150 років від дня перепоховання Кобзаря. Постановою Кабінету Міністрів України від 4 березня 2011 № 3126-VI зобов'язано відзначити цю подію на державному рівні.
Національний банк України з цієї нагоди випустив ювілейну монету.